# Misión Integrada de las Naciones Unidas en Timor Oriental

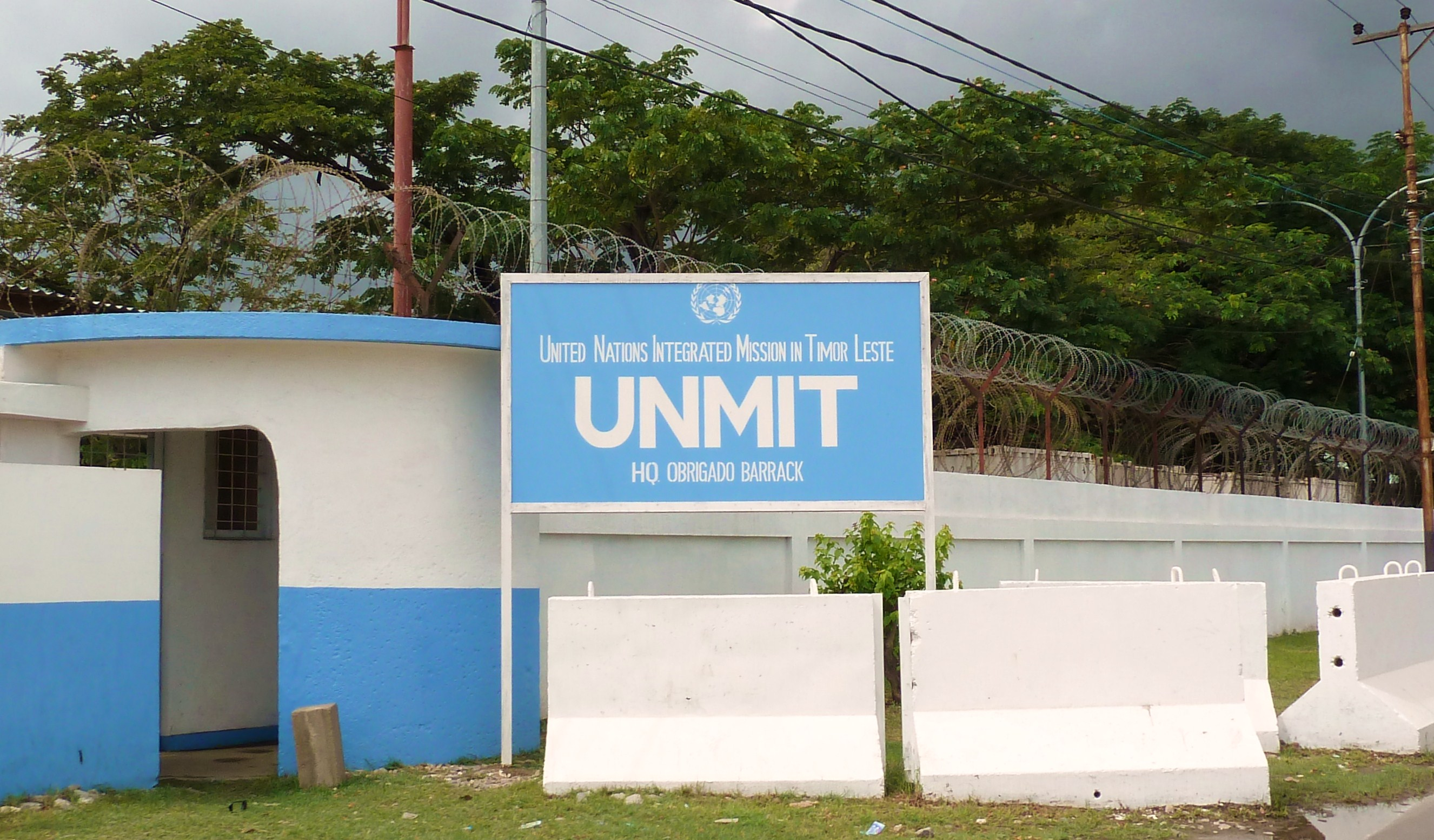
UNMIT en Timor Dili

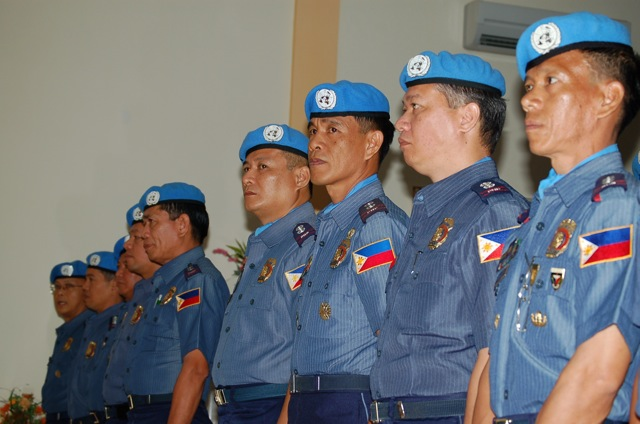
Soldados filipinos pertenecientes a la UNMIT.

La Misión Integrada de las Naciones Unidas en Timor Oriental (también conocida como UNMIT por sus siglas en inglés) es una fuerza multinacional de mantenimiento de la paz desplegada en Timor Oriental desde 2006. El mandato de la UNMIT fue establecido el 25 de agosto de 2006 con la aprobación de la resolución 1704 del Consejo de Seguridad de las Naciones Unidas y prorrogado por sucesivas resoluciones del mismo organismo. La creación de la UNMIT fue consecuencia de la grave crisis política y humanitaria surgida en el país entre abril y mayo de 2006.
Los objetivos originales de la UNMIT, establecidos en la resolución 1704, son o fueron: prestar ayuda al gobierno y a las instituciones para fomentar la gobernanza democrática; prestar apoyo a Timor Oriental en el proceso de las elecciones presidenciales de 2007; prestar apoyo a la policía nacional y a la seguridad del país; contribuir a la supervisión, promoción y protección de los derechos humanos; y coordinarse con los demás organismos y programas de las Naciones Unidas en aras de la consolidación de la paz y el desarrollo de las capacidades para el escenario posconflicto. Los términos del mandato fueron posteriormente extendidos por medio de las resoluciones del Consejo de Seguridad número 1802 (2008), 1867 (2009), 1912 (2010) y 1969 (2011).